# スレイビー語
スレイビー語（スレイビーご、英: Slavey language）はアサバスカ諸語に属する言語である。話者はカナダ北西部に居住するファースト・ネーションのスレイビー族の人々である。

## 言語名別称
- Slave
- Slavé

## 方言
- 北スレイビー語
- 南スレイビー語